# (1297) Quadea
(1297) Quadea es el asteroide número 1297 situado en el cinturón principal. Fue descubierto por el astrónomo Karl Wilhelm Reinmuth desde el observatorio de Heidelberg, el 7 de enero de 1934. Su designación alternativa es 1934 AD. Está nombrado en honor de los suegros del hermano del descubridor.